# Guido Guinizelli
Guido Guinizelli (psán i Guinizzelli, kolem 1230 Bologna - kolem 1276 Monselice) byl italský básník a politik a zakladatel literárního hnutí dolce stil novo.

## Život
Guinizelli byl synem soudce a sám se po studiu práva v Bologni stal právníkem. Současně se podílel na politickém životě svého města, které bylo rozděleno mezi dvě politické strany, guelfy a ghibelliny. V roce 1270 se stal podestou města Castelfranco Emilia, ale když v roce 1274 zvítězili guelfové, musel ghibellin Guinizelli odejít do exilu a se svou ženou a synem a našel útočiště v Monselici. O několik let později tam zemřel.

## Dílo
Guinizelli je považován za jednoho z největších básníků své doby. Jeho Rime (Rýmy) jsou základem hnutí, jež Dante Alighieri později nazval dolce stil novo (it. sladký nový styl).
V písni Al cor gentil rempaira semper amore („rempaira“ je provensálské slovo pro „návrat“) zdůraznil Guinizelli vztah mezi láskou a ušlechtilým duchem (nobiltà d'animo). Píseň je „manifestem“ nového hnutí, které chtělo překonat dvorskou a provensálskou poezii. Guinizelli opěvoval lásku jako princip morálního vzestupu, lásku, která se skládá z individuální ctnosti a ušlechtilého ducha v přirozeném řádu stvoření.
V tehdejší střední a severní Itálii vzkvétala města, v nichž pojem šlechta začal znamenat spíše duchovní ctnost než dědičnou charakteristiku a byl pociťován úzký vztah mezi ušlechtilým duchem a schopností milovat. Typickým rysem nového literárního hnutí, jehož průkopníkem byl Guinizelli, je donna angelo (andělská dáma), obraz ženy jako anděla poslaného Bohem, který dokáže očistit ducha milence a vést ho od hříchu k nebeské blaženosti. Vedle filozofického chápání se prohloubil i smysl pro psychologii a báseň s velkou přesností odrážela účinek lásky na ducha zamilované osoby.
Guinizelliho lyrický a ideologický vzor inspiroval skupinu básníků (Fedeli d'Amore) ve Florencii, jejímiž největšími příslušníky byli Guido Cavalcanti a Dante Alighieri, který v mládí v některých básních, zejména v Novém životě, psychologickou analýzu lásky prohloubil a rozvinul téma ženy jako spásonosného ctnostného stvoření. Dolce stil novo se také projevil ve Zpěvníku Francesca Petrarcy, který byl klíčovým vzorem italské a evropské poezie přinejmenším do 17. století.